# Kretinga (stacja kolejowa)
Kretinga – stacja kolejowa w Kretyndze, w rejonie kretyngańskim, w okręgu kłajpedzkim, na Litwie. Węzeł linii do Szawli, Kłajpedy i Szkudów (dawniej do Lipawy).
Stacja składa się z siedmiu torów, w większości dla pociągów towarowych. Stacja obsługuje nie tylko Kretyngę, ale także pobliski kurort Połąga, do której kursuje wiele autobusów i minibusów.
Dworzec kolejowy jest obecnie również dworcem autobusowym. Autobusy zapewniają połączenia z Kłajpedą, Połągą, Szkodami, Ucianą, Wilnem, Szawlami, Poniewieżem, Możejkami, Jeziorosami, Nowymi Okmianami i innymi okolicznymi miejscowościami.

## Historia
Stacja została zbudowana w 1915 przez Niemców na linii Kłajpeda-Priekule. W 1925 zbudowano nowy drewniany budynek stacyjny, nawiązujący stylem do drewnianych willi Połągi. 22 czerwca 1941, w pierwszy dzień ataku Niemiec na ZSRR, dworzec został ostrzelany przez niemiecki pociąg pancerny, w wyniku którego doszczętnie spłonął. W okresie sowieckim zbudowano obecny budynek.